# Instituto del Teatro
El Instituto del Teatro (en catalán Institut del Teatre) es un centro superior público, dedicado a la formación, la creación, la investigación, la conservación y la difusión de patrimonio en el campo de las artes escénicas. El centro se inauguró con el nombre Escuela Catalana de Arte Dramático en 1913 por Adrià Gual con la ayuda del entonces presidente de la Mancomunidad de Cataluña, Enric Prat de la Riba, y el soporte de la Diputación de Barcelona.
Conserva el nombre actual desde 1939, y desde el año 2000 tiene sede en la Plaza Margarida Xirgu, en la montaña de Montjuic de Barcelona, junto al Teatre Lliure y el Mercado de las Flores.

## Organización
La sesión plenaria extraordinaria de la Diputación de Barcelona, celebrada el 16 de febrero de 1990, acordó la creación del Organismo autónomo de carácter administrativo, con forma de gestión directa, bajo el nombre de Instituto del Teatro. El nuevo organismo dejó de estar directamente vinculado a la presidencia de La Diputación y pasó a ejercer una gestión más ágil de los ámbitos administrativos, económicos y académicos. Desde ese momento, la dirección y administración del Instituto del Teatro está a cargo de la Junta de Gobierno, el presidente, el director y el gerente. 
El Organismo autónomo del Instituto del Teatro de la Diputación de Barcelona está, por lo tanto, dotado de personalidad jurídica y patrimonio propio, y tiene la capacidad de actuación necesaria para cumplir sus finalidades. Dichas finalidades son:
- El enseñamiento regulado y no regulado de las artes escénicas.
- La producción y organización de conferencias, cursos, congresos, festivales y exposiciones, y cualquier otra actividad de formación y promoción de las diversas especialidades de las artes escénicas.
- Las actividades de edición, documentación e investigación en el ámbito que le es propio.

El Instituto del Teatro se rige por unos Estatutos y un Reglamento General aprobado por el Pleno de la Diputación de Barcelona en 2001 y 2002 respectivamente, por el Reglamento Orgánico de la Diputación de Barcelona, y por la legislación local y la legislación sectorial docente, artística y cultural. Con estos fines, se constituye por un Consejo General, una Junta de Gobierno y un Consejo de Dirección.

## Historia
Fue creado en 1913 en Barcelona por Adrià Gual, bajo el impulso de la Mancomunidad de Cataluña presidida por Enric Prat de la Riba, con el nombre de Escuela Catalana de Arte Dramático. 
A lo largo de sus cien años de existencia, el Instituto ha formado a centenares de célebres actores de teatro, cine, escenógrafos, directores, dramaturgos, técnicos, bailarines y artistas en general de toda España. Albert Boadella, Aurora Bautista, los tres miembros del Tricicle (Carles Sans, Joan Gràcia y Paco Mir), Carme Elías, Marina Gatell, Laia Marull, Jordi Mollà o Montse Guallar, Xavier Albertí, Paco Azorín, Ramon Ivars, Isidre Prunés, Montse Amenós, Bibiana Puigdefàbregas, Anna Alcubierre, son sólo algunos ejemplos.

## Estudios
El Instituto del Teatro es un centro multidisciplinar que ofrece estudios y formación en diversos ámbitos de las artes escénicas. Los títulos que ofrece son de secundaria, de ciclo formativo superior, de grado universitario y de otros programas artísticos especializados para ofrecer soporte a los estudiantes graduados. 

### Escuela Superior de Arte Dramático (ESAD)
Centro formativo de estudios superiores en arte dramático, que valora y estimula la reflexión, la investigación, el compromiso artístico y la libertad de pensamiento y creación. Tiene una visión multidisciplinar, y otorga títulos superiores (equivalentes a grados universitarios) en tres especialidades: Dirección escénica y Dramaturgia, Escenografía e Interpretación (texto, musical, gestual o marionetas y objetos). El plan de estudios es de cuatro años académicos.

### Conservatorio Superior de Danza (CSD)
Centro que imparte el grado superior de danza, abierto a todas las opciones estéticas y a todos los estilos que configuran el complejo panorama artístico de la danza actual. Divide su formación y titulación en dos especialidades: Pedagogía de la danza, y Coreografía y técnicas de interpretación de la danza. El plan de estudios es de cuatro años académicos.

### Escuela Superior de Técnicas de las Artes del Espectáculo (ESTAE)
Escuela integrada en el Centro Territorial del Vallés del Instituto del Teatro, ubicado en Tarrasa. El estudiante obtiene una titulación propia del Instituto del Teatro y la Fundación Politécnica de Cataluña para una formación correspondiente, en su formato, a estudios de formación profesional de grado superior como técnico de los espectáculos en vivo. Los estudios se estructuran en tres especialidades: luminotécnica, técnicas de sonido y maquinaria escénica. El plan de estudios es de dos años académicos.

### Conservatorio Profesional de Danza | Escuela integrada de Danza y ESO/Bachillerato (CPD)
Centro en el que se imparte de forma integrada el grado profesional de danza junto con los estudios de Educación Secundaria Obligatoria (ESO) y Bachillerato artístico. Es el camino formativo para los jóvenes a partir de 12 años que quieren formarse como bailarines y bailarinas profesionales. La escuela está regulada por la Generalidad de Cataluña y ofrece el título de danza en tres especialidades: danza clásica, danza contemporánea y danza española. El plan de estudios es de seis años académicos.

## Programas artísticos y pedagógicos
Desde el Instituto del Teatro se impulsan programas artísticos y pedagógicos en arte dramático, danza y técnicas del espectáculo dirigidos especialmente a las personas graduadas de las diferentes escuelas.

### IT Danza Joven Compañía
IT Danza es la joven compañía de danza del Instituto del Teatro, creada en 1996 como un curso de posgrado de dos años de duración que permite la profesionalización de los bailarines y bailarinas a partir de la experiencia escénica. La principal misión de la compañía es proporcionar a los graduados en danza formados en el Instituto del Teatro, así como a bailarines externos, la oportunidad de vivir la práctica profesional a partir de la interpretación de coreografías de destacados artistas y de representarlas a través de un programa de actuaciones en el circuito teatral.

### IT Teatro
Proyecto pegagógico innovador y de investigación que prevé la gestación y el desarrollo de un proyecto artístico en todas sus vertientes y su posterior exhibición en circuitos profesionales, creado con el objetivo de proporcionar a los graduados y graduadas de todas las especialidades de la Escuela Superior de Arte Dramático la oportunidad de participar en un proceso creativo y de producción completo, siempre relacionado con las técnicas y las estéticas más contemporáneas.  

### IT Técnica
Proyecto pedagógico orientado a alcanzar una mayor especialización en el ámbito de la producción técnica de espectáculos en vivo. Se trata de un curso becado, fundamentalmente práctico, durante el cual los estudiantes alcanzan conocimientos y experiencia a través de la gestión técnica real de diferentes proyectos artísticos, o participando en giras profesionales de piezas escénicas de teatro, danza u ópera. Se dirige principalmente a las personas graduadas de la Escuela Superior de Técnicas de las Artes del Espectáculo (ESTAE) y a quienes hayan superado ciclos formativos de grado superior (Imagen y Sonido).

## Premios y becas

### Premio de Danza del Instituto del Teatro
Se trata de uno de los premios de danza más importantes de la Unión Europea, que potencia el trabajo de artistas jóvenes independientemente de su perfil y especialidad. El galardón ofrece una ayuda económica a la producción de las piezas premiadas, así como la posibilidad de exhibirlas en diferentes contextos profesionales.

### Premio Adrià Gual de teatro
La finalidad de este galardón es apoyar e impulsar la producción y exhibición de un montaje de artes escénicas a partir de proyectos de escenificación que combinen profesionalidad, calidad y creatividad. Los proyectos que se presentan al concurso deben ser inéditos.

### Becas de formación y perfeccionamiento
Desde el Instituto del Teatro se ofrece una Beca de Artes Escénicas Aplicadas a proyectos cuyo eje articulador sean las artes escénicas en la creación de actividades vinculantes con la ciudadanía, así como con los ámbitos de la educación o la salud. También se ofrecen becas dirigidas exclusivamente a las personas graduadas en el Instituto del Teatro para la formación y perfeccionamiento profesional. 

## Museo de las Artes Escénicas (MAE)
El Instituto del Teatro cuenta también con el Centro de Documentación y Museo de las Artes Escénicas (MAE), con un fondo bibliográfico de más de ciento treinta mil títulos, que desarrolla programas de estudio e investigación y organiza actividades y exposiciones sobre la cultura y la historia del espectáculo.

## Servicios culturales y publicaciones
El Instituto del Teatro, al margen de su actividad pedagógica, impulsa diferentes proyectos que vinculan la institución con multitud de redes e iniciativas culturales, de ámbito nacional e internacional. Además, lleva a cabo una intensa actividad en la edición de publicaciones de teatro: textos dramáticos, materiales pedagógicos, escritos teóricos, etc. También edita una revista académica especializada, Estudios Escénicos, y coedita junto con la Sala Beckett, la revista Pausa, de divulgación y reflexión sobre las artes escénicas. Cuenta también con un repositorio de publicaciones (Repositorio Digital de Publicaciones del Instituto del Teatro - RedIT), donde pueden encontrarse las publicaciones del personal docente, las ediciones propias del Instituto del Teatro, así como otros materiales o colecciones (propios o ajenos).

## Directores
- Adrià Gual (1913-1934)
- Joan Alavedra (1934-1939)
- Guillermo Díaz-Plaja (1939-1970)
- Hermann Bonnín (1971-1981)
- Josep Montanyès (1981-1988)
- Jordi Coca (1988-1992)
- Pau Monterde (1992-2002)
- Josep Montanyès (2002)
- Jordi Font Cardona (2002-2015)
- Magdalena Puyo Bové (2015-2021)